# Lladró
Lladró és una empresa valenciana que fabrica figures de porcellana d'alta qualitat, amb seu a Tavernes Blanques, a la comarca de l'Horta Nord, al País Valencià.

## Història
La companyia va ser fundada el 1953 pels germans Joan, Josep i Vicent Lladró Cortina a la xicoteta població d'Almàssera, també a l'Horta Nord. En aquell moment els germans Lladró treballaven per compte d'altri en una fàbrica de taulell i vaixella.

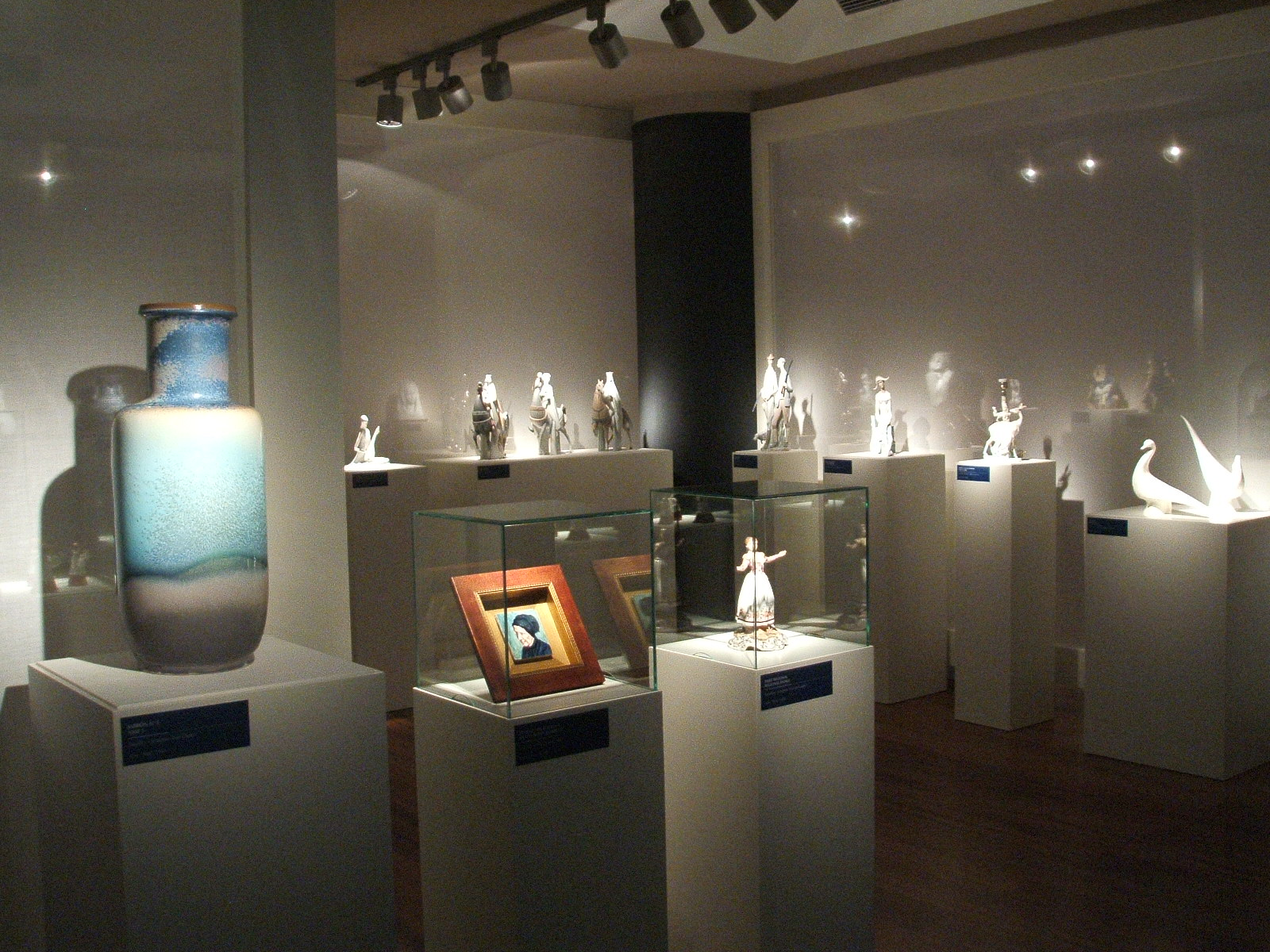
Museu de Porcellana Lladró

Inicialment es fabricaven només gerres i gerrons de porcellana. Tres anys després es va iniciar l'elaboració de figures de porcellana, mitjançant la qual Lladró va adquirir renom en tot el món. En 1958 van traslladar la seva empresa a una nau industrial en la població de Tavernes Blanques per poder fer front a la creixent demanda de les seves peces. Seguidament, a partir dels anys seixanta l'empresa va iniciar la seva expansió internacional, que la va portar a ser en l'actualitat una de les empreses de referència en la ceràmica de luxe.
En 1965 Lladró exportava part de la seva producció al Canadà i va començar a introduir-se als Estats Units. Durant els anys 1970 es va produir un significatiu increment dels productes Lladró al mercat estatunidenc. També a mitjan anys setanta Lladró va començar a vendre els seus productes en Japó.
El renom adquirit per les escultures Lladró va propiciar que en 1991 en fos exposada una selecció al Museu de l'Ermitage, a Sant Petersburg. Des de llavors, dues peces formen part de la col·lecció permanent d'aquest museu: «Carrossa segle XVIII» i «El Quixot».
Lladró va estar present en el Pavelló de València en l'Exposició Universal de Sevilla de 1992. En 1995 es va inaugurar el Centre Lladró a Madrid. En 1988 es va inaugurar el Museu i Galeria Lladró de Nova York.
L'empresa ha rebut fins a en tres ocasions el Premi Príncep Felip a l'Excel·lència Empresarial (1993, 1997 i 2002).
En 2003, la família Lladró va decidir trencar la societat. Les tres branques de la família, que es repartien l'empresa al 33%, van aconseguir un acord per repartir-la. A la fi de 2003 es va constituir un nou consell d'administració en el qual cadascun dels tres germans fundadors estava representat per dos dels seus fills: Juan Lladró per Rosa i Ángeles Lladró Sala; José Lladró per Ma. Carmen i Ma. José Lladró Castelló; i Vicente Lladró per Juan Vicente i David Lladró Roig. En 2007 Juan Lladró assumeix la propietat del negoci en la seva major part, junt a les seves filles Rosa i Ángeles.

## Fabricació de les figures
Totes les peces s'elaboren en els tallers de la Ciutat de la Porcellana a Tavernes Blanques. La peça original es divideix en fragments dels quals s'obtenen motlles. Aquests motlles s'emplenen amb pasta líquida de porcellana, donant lloc a les parts que després es recomponen utilitzant pasta de porcellana com a adherent. Diferents elements ornamentals, com per exemple les flors, s'afegeixen després a mà sobre la peça recomposta.
A continuació les peces es pinten a mà i s'envernissen. Finalment es couen durant al voltant de vint hores i una vegada sortides del forn se'ls apliquen diversos processos de control de qualitat.